# Ptasie mleczko (cukiernictwo)
Ptasie mleczko – produkt cukierniczy w postaci mlecznych pianek o łagodnym smaku, pierwotnie waniliowym, później także w innych wersjach smakowych. Produkowane było przez różne przedsiębiorstwa cukiernicze.

## Historia

### W Polsce
Według informacji podawanych przez przedsiębiorstwo E.Wedel nazwę wyrobu wymyślił Jan Wedel w 1936 roku. 10 lipca 1936 roku zarejestrowano pod numerem 27069 znak towarowy „Ptasie Mleko” wraz z jego nieistotną odmianą „Ptasie mleczko”. Prawo ochronne na ten znak towarowy wygasło 10 lipca 1956 roku na skutek jego nieprzedłużenia na kolejny okres. Przez szereg lat wyroby o tej nazwie były wytwarzane przez różnych producentów. Istniała też branżowa norma na ten typ produktów cukierniczych.
W 1985 roku Zakłady „22 Lipca, d. E.Wedel” zarejestrowały pod nr 61591 słowno-graficzny znak towarowy „d. E.Wedel Ptasie Mleczko”. W kolejnych latach Urząd Patentowy RP rejestrował na rzecz różnych przedsiębiorstw cukierniczych słowno-graficzne znaki towarowe zawierające sformułowania „Ptasie mleczko”. Argumentował to tym, że wyrażenie „ptasie mleczko” to rodzajowe określenie wyrobów cukierniczych. Oznaczało to, że ochrona tego typu znaków obejmowała jedynie ich wygląd. Nikt natomiast nie miał wyłączności do samej nazwy. W październiku 2003 oznaczenie słowne „Ptasie Mleczko” zostało zgłoszone przez Cadbury Wedel do Urzędu Unii Europejskiej ds. Własności Intelektualnej i zostało w sierpniu 2005 zarejestrowane jako znak towarowy o numerze 003475291. Znak towarowy obecnie należy do LOTTE Wedel sp. z o.o. Od 2006 Cadbury Wedel dokonywał zgłoszenia do Urzędu Patentowego RP słownego znaku towarowego „Ptasie Mleczko”. Po 8 latach, 30 czerwca 2014 znak ten ostatecznie został zarejestrowany pod nr 266762.
Inne przedsiębiorstwa cukiernicze produkują podobne wyroby pod zbliżonymi nazwami, takimi jak: Milka „Alpejskie mleczko”, Goplana „Rajskie mleczko”, „Anielskie mleczko” czy „Niebiańska pianka”.
W otwartym w 2024 roku Muzeum Fabryka Czekolady E.Wedel znajduje się sala wystawiennicza w całości poświęcona historii Ptasiego mleczka. Na stronie producenta Lotte Wedel można odbyć wirtualny spacer po linii produkcyjnej ptasiego mleczka. Linia ta produkuje 4000 kostek na minutę.
Pierwszym produktem E.Wedel z kategorii lodów były lody Ptasie Mleczko na patyku, o smaku waniliowym.

### W ZSRR/Rosji
Recepturę radzieckiego ptasiego mleczka (ros. Птичье молоко) opracowała w 1967 roku Anna Czułkowa, pracownica przedsiębiorstwa cukierniczego we Władywostoku. Od lat 90. posiadaczem praw patentowych do nazwy „Птичье молоко” na terenie Rosji pozostaje moskiewska spółka Рот Фронт.

W kuchni rosyjskiej spotyka się również ptasie mleczko w formie tortu.

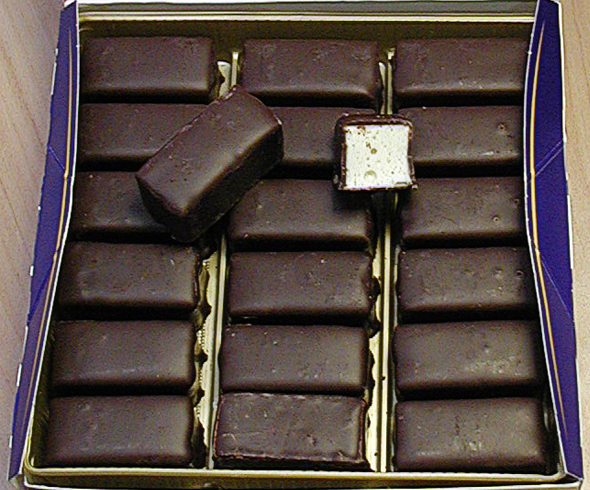
Ptasie Mleczko Wedla
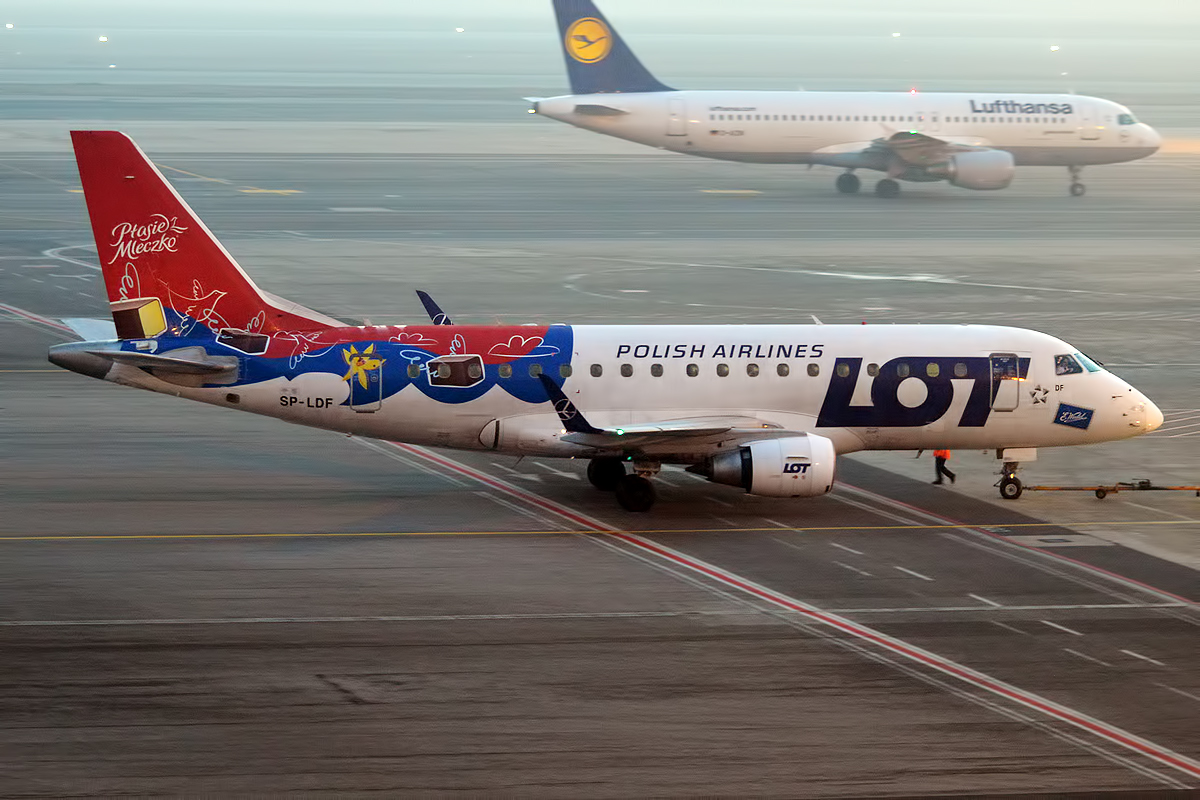
Widoczny na pionowym stateczniku samolotu Embraer ERJ-170STD (LOT) wzór reklamujący produkt Ptasie Mleczko (Mediolan-Malpensa, 2017)
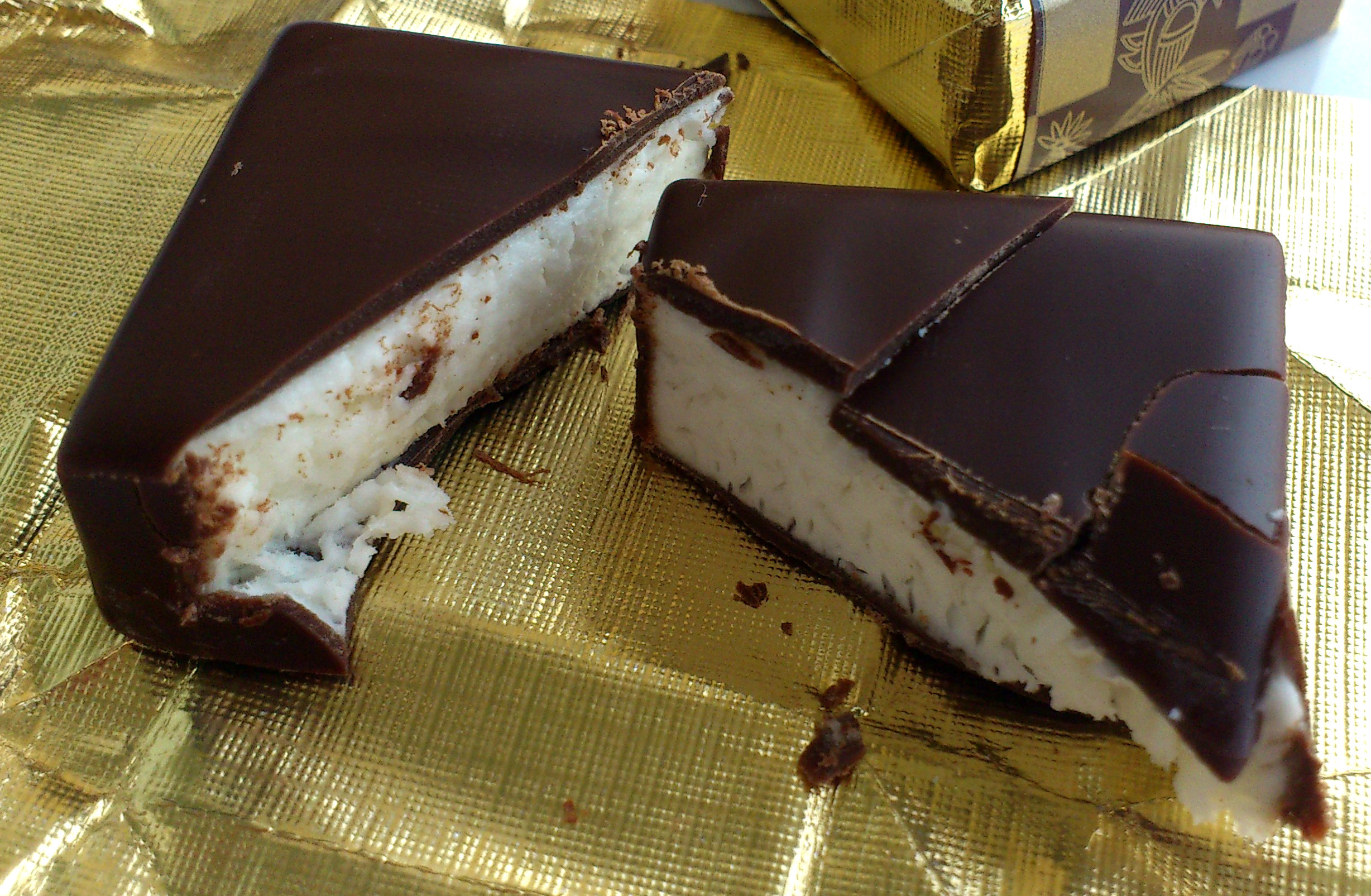
Rosyjskie ptasie mleczko
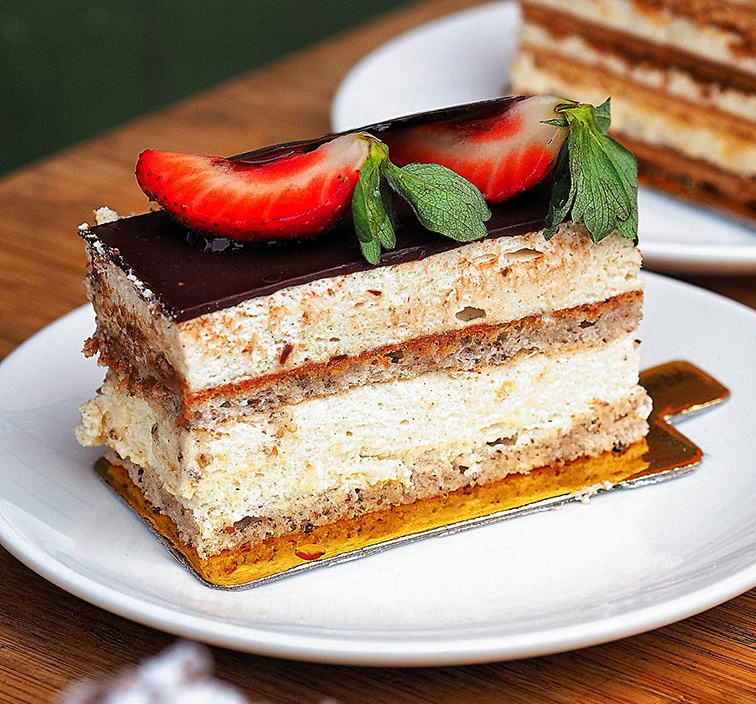
Ptasie mleczko w formie tortu